# جان والتر گرگوری
جان والتر گرگوری (به انگلیسی: John Walter Gregory) (زاده ۲۷ ژانویه ۱۸۶۴ – مرگ ۲ ژوئن ۱۹۳۲) زمین شناس و مکتشف بریتانیایی بود که به ویژه به خاطر تحقیقاتش روی یخ‌شناسی و جغرافیا و جغرافیای استرالیا و شرق آفریقا شناخته می‌شود.